# Dewar Nunatak
Dewar Nunatak är en nunatak i Antarktis. Den ligger i Västantarktis. Argentina, Chile och Storbritannien gör anspråk på området. Toppen på Dewar Nunatak är 520 meter över havet.
Terrängen runt Dewar Nunatak är varierad. Havet är nära Dewar Nunatak åt sydost. Trakten är obefolkad. Det finns inga samhällen i närheten. 